# Fernheizkraftwerk Neudorf-Werndorf
Das Fernheizkraftwerk Neudorf-Werndorf nahe dem Ort Werndorf war ein Heizkraftwerk mit zwei Blöcken, Block 1 wurde 1968 mit einer Leistung von 110 MW in Betrieb genommen, Block 2 folgte 1975 mit einer Leistung von 164 MW. Block 1 ist seit 2003 außer Betrieb. Als Brennstoff wurde überwiegend Heizöl Schwer eingesetzt, alternativ war die Feuerung von Erdgas möglich. Das Kraftwerk Neudorf-Werndorf verwendete einen abgespannten Kamin von 175 m Höhe. Nach dem Abriss des 180 m hohen Schlots des Dampfkraftwerks Voitsberg im Jahr 2015 war der Kamin des Kraftwerks Neudorf-Werndorf bis zu seinem Abriss 2017 das höchste Bauwerk der Steiermark. Bereits in den Jahren 1975 bis 1983, dem Baujahr des Kamins des Voitsberger Kraftswerks, hatte er diesen Titel inne.
Das Kraftwerk war bis 2002 im Besitz der STEWEAG (heute STEWEAG-STEG, Tochterunternehmen der Energie Steiermark) und ging im Zuge der Südpol-Vereinbarung in das Eigentum der Verbund VTP über.
Im Mai 2014 entschied der Verbund, das Fernheizkraftwerk Neudorf-Werndorf zusammen mit Kraftwerk Dürnrohr zu schließen und das Kraftwerk Gas- und Dampfkraftwerk Mellach temporär stillzulegen. Der Abriss des Fernheizkraftwerks erfolgte 2017.

## Standort
Das Kraftwerk befand sich im Großraum Graz und wurde von der damaligen STEWEAG (Steirische Wasserkraft und Elektrizitäts AG) als potentielle Stromversorgung der Region errichtet, hauptsächlich zur Deckung der Last in den Wintermonaten wegen des geringeren Ertrages der Wasserkraftwerke. Bis dahin musste im Winter eine große Menge Energie vom Verbundkonzern teuer zugekauft werden. Außerdem dient der alte Block seit dem 2011 beschlossenen Atomausstieg als Kaltreservekraftwerk für das deutsche Stromnetz, wodurch hochpreisiger, börsengehandelter Spitzenstrom produziert werden kann.
Im Hinblick auf die in den 1960er Jahren geplante Raffinerie in Lannach und die dadurch geringen Transportwege bzw. Kosten und Lagerkapazität hat man sich für den Brennstoff Heizöl Schwer entschieden. Aufgrund der langen Verzögerungen beim Bau der Raffinerie, der letztendlich nicht zustande kam, musste ein großes Tanklager mit einer Kapazität von 100.000 Tonnen errichtet werden, welches dem Verbrauch einer Periode (Oktober bis April) entsprach. Die Belieferung mit dem Brennstoff wird hauptsächlich über die Schiene abgewickelt (90 %), der Rest wird mit LKWs angeliefert.

## Block 1
Errichtet wurde Block 1 in den Jahren 1966–68 mit einer elektrischen Leistung (Engpassleistung) von 110 MW. Im Jahr 1992 wurde die Anlage um eine Fernwärmeauskopplung mit einer Leistung von 176 MW erweitert.

### Brennstoffeinsatz
- 1968–1978: Betrieb mit Heizöl Schwer
- 1978–1989: Nach Anschluss an das Erdgasnetz kombinierter Öl-/Gasbetrieb
- 1989–2003: Durch Umbau der Brenner und Kesselanlage reiner Gasbetrieb und Notbrennstoff Heizöl Extra leicht
- 2003 bis heute: Konserviert

### Umweltmaßnahmen
Dieser Block verfügte bis zum Ende seines Einsatzes über keinerlei Anlagen zur Rauchgasreinigung. Um die Emissionen dennoch zu senken, wurde vermehrt Erdgas als Brennstoff eingesetzt (primäre Maßnahme), ab 1989 wurde auf Heizöl Schwer gänzlich verzichtet.

## Block 2
Aufgrund der rasch steigenden Nachfrage an elektrischer Energie wurde kurz nach Inbetriebnahme von Block 1 schon mit Planungen eines zweiten Blocks begonnen. Auch hier entschied man sich für den Brennstoff Heizöl schwer und erweiterte im Zuge des Ausbaus auch das Tanklager um weitere 100.000 Tonnen. Die Brenner wurden schon im Hinblick auf die Versorgung mit Erdgas entsprechend gewählt. Die Anlage nahm im Herbst 1975 ihren Betrieb mit einer elektrischen Leistung von 164 MW auf.

### Brennstoffeinsatz
- 1975–1976: Heizöl Schwer
- 1976–1988: Nach Anschluss an das Erdgasnetz kombinierter Öl-/Gasbetrieb
- 1988–1995: Konserviert
- 1995–1997: Umbau: Einbau von Rauchgasreinigungsanlagen zur Senkung der Emissionen
- 1997 bis zur Stilllegung: kombinierter Öl-/Gasbetrieb

### Umweltmaßnahmen
In den Jahren 1995 bis 1997 wurde ein Sanierungsverfahren für eine bessere Umweltverträglichkeit vollzogen. Es wurden Entstickungsanlage, Nass-Elektrofilter und Rauchgasentschwefelungsanlage mit einem Kostenaufwand von etwa 80 Mio. Euro eingebaut. Die hierbei entstehenden Abfälle wie Gips und ARA(Abgasreinigungsanlage)-Kuchen können als Wertstoffe zur Gänze in der Baustoffindustrie verwertet werden. Weiters wurde auch eine Fernwärmeauskopplung realisiert.